# El ángel de los sicarios
El ángel de los sicarios es una película ecuatoriana y la quinta dirigida por Fernando Cedeño. Se estrenó en junio de 2013, tanto en salas de cine culturales como en DVD. La película tiene una duración de 90 minutos.

## Trama
La historia se centra en un joven llamado Ángel, que decide tomar venganza por el asesinato de sus padres, cometido a manos de sicarios contratados por un empresario. Debido a lo complicado de saber con exactitud quienes fueron los responsables del asesinato de sus padres, él decide terminar con la vida de todos los sicarios que hay, hasta acabar con el último, y lo hace junto a varios amigos quienes también son impulsados por el asesinato de sus familiares.

## Realización
La película estuvo a cargo de la productora Sacha Producciones del director Fernando Cedeño. La película tuvo locaciones en las ciudades de Portoviejo, Chone, Manta y Calceta. Carlos Quinto fue el asistente de producción. En la dirección de fotografía estuvo a cargo Iván Maestre y Camilo Andrade. La banda sonora fue compuesta por Iván Silva. La película tuvo un presupuesto de 4.000 dólares, considerada como la película con más bajo costo en Ecuador.

## Elenco
Los protagonistas del filme fueron Javier Pico como protagonista, César Velásquez como coprotagonista, Ketherine Mendoza y Carlos Quinto. El filme tuvo 70 actores entre los que se encuentran Galvin Burgos, Hugo Cedeño y Lenin Pilay, este último sufrió un accidente durante el rodaje. Así mismo ocurrieron varios accidentes con algunos actores, además que es la primera película de Cedeño donde los actores recibieron paga por su trabajo y el director actuó como policía.